# Terthrotica macrophaea
Terthrotica macrophaea is een vlinder uit de familie van de sikkelmotten (Oecophoridae).